# Phaiomys leucurus
Phaiomys leucurus е вид бозайник от семейство Хомякови (Cricetidae), единствен представител на род Phaiomys.

## Разпространение
Видът е разпространен в Индия, Китай (Тибет и Цинхай) и Непал.